# Euryanax
Euryanax (altgriechisch Εὐρυάναξ Euryánax, deutsch ‚weitherrschend‘) war der Sohn des spartanischen Prinzen Dorieus aus dem Hause der Agiaden.
Sein Vater verließ Sparta als dessen Halbbruder Kleomenes I. König wurde, da er selbst damit gerechnet hatte, den Thron zu besteigen und es nicht ertrug, dass Kleomenes über ihn herrschte. Er verzichtete damit auf alle Ansprüche auf die Regierung und als Kleomenes I. 490 v. Chr. ohne männliche Nachkommen starb, wurde statt Euryanax, dem Sohn des zweitältesten Prinzen Leonidas, der jüngere Bruder des Dorieus dessen Nachfolger.
480 v. Chr. fiel Leonidas I. in der Schlacht bei den Thermopylen gegen die Perser und sein Sohn Pleistarchos wurde sein Nachfolger. Da dieser noch ein Kind war, führte Pausanias 479 v. Chr. das spartanische Heer in die Schlacht von Plataiai. Zweiter spartanischer Feldherr wurde Euryanax. Die Griechen gewannen die Schlacht und stoppten so den persischen Vormarsch.